# Cameo Hicks
Cameo Nicole Hicks (Tracy, 12 dicembre 1984) è un'ex cestista statunitense, professionista in Svizzera e Italia.

## Palmarès
- Coppa di Svizzera (2008, 2009)
- LNA Forward of the Year (2008, 2009, 2010)
- LNA Player of the Year (2009)